# Чорний Олег Володимирович
Оле́г Володи́мирович Чо́рний (нар. 9 лютого 1963, Київ) — український сценарист та кінорежисер, медіа-художник, автор низки публікацій з історії українського та світового кіно та культури у різних українських виданнях.

## Біографія
Народився 9 лютого 1963 року в Києві, у родині редактора Володимира Чорного і викладачки математики Валентини Волкової.
Закінчив середню школу № 82 у місті Києві (1980).
Закінчив Київський державний інститут театрального мистецтва ім. І. Карпенка-Карого (1985, курс В. Т. Денисенка, М. П. Мащенка) за спеціальністю «режисура кіно та телефільму». Працював асистентом режисера на Київській кіностудії ім. О. П. Довженка. Режисером на Київській кіностудії ім. О. П. Довженка, кіностудії «Київнаукфільм»(зараз — Національна кінематека України), різних недержавних кіно та відео студіях.
Член Національної спілки кінематографістів України (1984), Nomadic University for Art, Philosophy and Enterprise in Europe, Української Кіноакадемії, Національної спілки кінокритиків України.
Зняті ним короткометражні художні та короткометражні та повнометражні документальні стрічки  неодноразово брали участь у різноманітних фестивалях в Україні та за її межами.
У 1996 році разом із Геннадієм Хмаруком заснували недержавне творче об'єднання SAMPLED PICTURES.
Відео роботи, створені SAMPLED PICTURES неодноразово демонструвались на різноманітних фестивалях, виставках та арт форумах, клубних показах.
2007 року у співпраці із Геннадієм Хмаруком здійснили відео оформлення вистави «Жінка з минулого» (театр «Вільна сцена», режисер Богомазов Дмитро Михайлович), нагорода Київська пектораль 2008 року у номінаціях «За найкращу камерну виставу» та «За найкращу режисуру», участь у фестивалях «Золота Хортиця»(Запоріжжя, 2007) та ГогольFest (Київ, 2009).
2014 року у співпраці із Андрієм Коротаєвським — відео оформлення вистави «Живий труп» (Національний академічний драматичний театр імені Івана Франка, режисер Р. Марлохіа). Вистава отримала нагороди Київська пектораль 2015 року «За найкращу режисуру» та «За найкращу сценографію».
2015 року у співпраці із Андрієм Коротаєвським — відео оформлення вистави «Ліс» (Національний академічний драматичний театр імені Івана Франка. режисер Богомазов Дмитро Михайлович).

## Фільмографія
- 1985 — Полігон (короткометражний, дипломна робота)
- 1990 — Із життя чудової людини тов. Грузілова (короткометражний)
- 1991 — Шоста година останнього тижня кохання (короткометражний, співавтор сценарію, режисер Костянтин Кошка (Шафоренко))
- 1991 — Шал (короткометражний)
- 1993 — Зів'яла сакура в моєму саду, ти знову проходиш повз мене (короткометражний, режисер та автор сценарію)
- 1995 — Green Grey.Нова молодь нової Європи (короткометражний, музичний)
- 2001 — Малярство (короткометражний, документальний)
- 2002 — Батурин: козацько-гетьманська столиця (короткометражний, науково-популярний)
- 2012 — Богдан Гаврилишин. Місія — свобода (документальний, повнометражний)
- 2013 — Голлівуд над Дніпром. Сни з Атлантиди[1] (документальний, повнометражний, співавтор сценарію)
- 2015 — Сестри Тельнюк «Наш Шевченко» (фільм-концерт, повнометражний)
- 2016 — Проект дощу[2] (документальний, короткометражний, автор сценарію)
- 2019 — Дерево (документальний, короткометражний, співрежисер Геннадій Хмарук)
- 2021 — «FON» (короткометражний,експериментальний музичний фільм, співрежисер Геннадій Хмарук)
- 2023 — Три короткометражні документальні фільми для проєкту «Мистецтво в країні війни»: про живописців Матвія Вайсберга («Тонка червона лінія олівцем»), Тіберія Сільваші («Небо над тобою вічне») та про скульптора і графіка Олександра Смирнова («Якщо я зупинюсь — значить вони виграли»)

## Нагороди
- 1990 — диплом кінофестивалю «Молодість-90» (Київ) за Із життя чудової людини тов. Грузілова
- 1995 — Приз Бранденбурзького телебачення на МКФ «Європейський салон шанувальників молодого кіно» (Потсдам, ФРН), за фільм Зів'яла сакура в моєму саду, ти знову проходиш повз мене.
- 2016 — Мистецька премія «Київ» імені Івана Миколайчука — за повнометражний документальний фільм «Голлівуд над Дніпром. Сни з Атлантиди» (2014)[3].
- 2017 — Spotlight Gold Award на фестивалі Spotlight Documentary Film Award, Атланта, США за фільм «Проект дощу».
- 2017 — Третя премія у розділі короткометражних документальних фільмів за фільм «Проект дощу» на Рівненському міжнародному кінофестивалі «Місто Мрії»
- 2018 — Диплом «За глибоке розкриття образу героя» у фільмі «Проект дощу» на IV Фестивалі-конкурсі екранних мистецтв «Пілігрим» у Житомирі.
- 2020  — Best Use of Footage in a Short Film Form за фільм «Дерево» (2019), FOCAL International Awards 2020[4], Лондон, Велика Британія.
- 2024 — Проєкт «Мистецтво в країні війни» отримав головну нагороду в номінації «Найкращий сценарій документального серіалу» першої премії Гільдії сценаристів.

## Громадська позиція
У 2018 підтримав звернення Європейської кіноакадемії на захист ув'язненого у Росії українського режисера Олега Сенцова.